# Lee Jae-myung
Lee Jae-myung (coreano: 이재명; Andong, 8 de diciembre de 1963) es un político y abogado surcoreano que ejerce como el 14.° presidente de la República de Corea desde el 4 de junio de 2025. Anteriormente se desempeñó como miembro de la Asamblea Nacional de Corea del Sur de 2022 a 2025, líder del Partido Demócrata de Corea de 2022 a 2025 y gobernador de la provincia de Gyeonggi de 2018 a 2021. También ejerció como alcalde de Seongnam, la décima ciudad más grande de Corea del Sur, de 2010 a 2018.
Nacido en una familia humilde de Andong, Lee se incorporó a una fábrica después de la primaria y quedó discapacitado debido a accidentes laborales. Obtuvo diplomas equivalentes a la secundaria y el bachillerato, estudió en la Universidad Chung-Ang, donde se licenció en Derecho en 1986. Como abogado de derechos humanos y laboral, Lee se organizó con Minbyun y abogó por la apertura de un nuevo hospital en Seongnam. Lee se inició en la política en 2005 y se presentó sin éxito a varias elecciones. Fue elegido alcalde de Seongnam en 2010 y reelegido en 2014. Se postuló por primera vez a la presidencia en 2017, perdiendo la nominación demócrata ante Moon Jae-in. Renunció a la alcaldía en 2018 para una exitosa candidatura a gobernador de la provincia de Gyeonggi; renunció a la gobernación en 2021.
Se postuló a la presidencia en 2022, ganando la nominación del partido, pero perdió por un estrecho margen ante Yoon Suk-yeol, del Partido del Poder Popular. En ese mismo año, fue electo como miembro de la Asamblea Nacional por el distrito de Gyeyang B; poco después, se convirtió en el líder del Partido Demócrata. En enero de 2024, Lee sobrevivió a un intento de asesinato. En noviembre, fue declarado culpable de violar la Ley de Elecciones de Funcionarios Públicos al negar falsamente su conexión con Kim Moon-ki, exejecutivo de Seongnam Development Corporation, durante su campaña presidencial de 2022.
Durante la crisis de la ley marcial de 2024, Lee ganó atención internacional por escalar la valla del edificio de la Asamblea Nacional y documentar el evento en una transmisión en vivo. Posteriormente, desempeñó un papel importante al liderar el juicio político contra Yoon. Tras la terminación de la presidencia de Yoon por la Corte Constitucional de Corea, Lee montó una tercera campaña para la presidencia en 2025, ganando la nominación y derrotando fácilmente al candidato conservador Kim Moon-soo.

## Biografía
Lee nació posiblemente el 8 de diciembre de 1963 en Andong, provincia de Gyeongsang del Norte. Es el quinto de siete hijos, nació en una familia campesina de bajos recursos. La fecha de nacimiento es el 22 de diciembre de 1964, pero esta es una fecha escrita arbitrariamente por el padre porque se retrasó en registrar el nacimiento, y la fecha real de nacimiento se cree que coincide con el día 22 y el 23 de octubre del calendario coreano.
No asistió a la escuela media y secundaria porque el sistema de escuelas públicas de Corea del Sur solo cubría la educación primaria en aquel momento. Su familia abandonó Andong, su ciudad natal, y se mudó a Seongnam, cuando Lee se graduó de la escuela primaria, debido a que su padre perdió todos sus recursos en los juegos de azar.

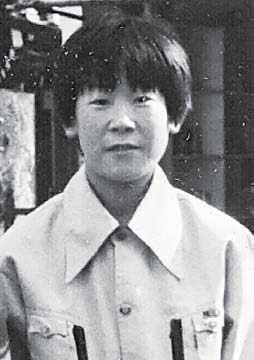
Lee Jae-myung en 1976

En sus primeros años de adolescencia comenzó a trabajar en varias fábricas, al igual que otros niños de familias pobres, que tenían una situación familiar difícil. También sufrió varios accidentes industriales dentro de las fábricas, uno de ellos con una máquina de prensado que le aplastó la muñeca y la articulación. Debido a ello, fue eximido del servicio militar y tiene reconocida una discapacidad física.
Después se inscribió en la academia con el examen de desarrollo de educación general. En este proceso, pero cuando ya no podía asistir a la academia por falta de dinero, los maestros le dieron clases gratis. Luego, en 1978, aprobó el examen de ingreso a la escuela secundaria. Dos años después, en 1980, aprobó el examen de ingreso a la universidad.
Este tipo de pobreza que sufrió cuando era niño se convirtió en la base para la formación de la filosofía política.

## Carrera política
El 23 de agosto de 2005, se unió al entonces gobernante Partido Uri, un predecesor del Partido Democrático de Corea y declaró su candidatura a la alcaldía de Seongnam. Se postuló como candidato en las elecciones locales de 2006 y se postuló para alcalde de Seongnam, pero fue derrotado por el 23,75% de los votos debido a la mala opinión pública sobre el Partido Uri y la administración de Roh en ese momento.
En las elecciones presidenciales de 2007, se desempeñó como subdirector principal del Candidato Presidencial Chung Dong-young del Gran Partido Nuevo Democrático Unificado. En las elecciones generales de 2008, solicitó una nominación en el distrito electoral de Seongnam Jungwon A, Gyeonggi, pero fue derrotado por Cho Sung-jun en las elecciones primarias. Sin embargo, Lee sufrió otra derrota, registrando el 33,23% de los votos, en muchas circunstancias desfavorables. Como el hecho de que las elecciones se llevaron a cabo inmediatamente después de la toma de posesión del presidente conservador Lee Myung-bak y Bundang A fue un territorio tradicional del partido conservador.
Después de perder las elecciones generales, se desempeñó como portavoz adjunto del Partido Demócrata a pedido del líder del partido, Chung Sye-kyun, quien luego se desempeñó como Presidente de la Asamblea Nacional y Primer Ministro.

### Alcalde de Seongnam
Lee obtuvo su reputación política durante su mandato como alcalde de Seongnam. Como alcalde de Seongnam, ganó reconocimiento por la creación del programa de bienestar social de Seongnam, ampliamente considerado como uno de los programas de bienestar social más completos de la nación para los ciudadanos mayores y los jóvenes de la ciudad.
Mejoró significativamente la situación financiera de la ciudad. Poco después de su toma de posesión en 2010, anunció una moratoria sobre los pagos de la deuda contraída por el desarrollo de Pangyo Techno Valley. Al final de su primer mandato en 2014, anunció que la ciudad ya no estaba bajo moratoria. Si bien algunos lo elogiaron por este anuncio, otros criticaron a Lee y lo acusaron de realizar un truco político. Los críticos calificaron la declaración de moratoria inicial como innecesaria porque la ciudad nunca se había visto obligada a pagar la deuda de inmediato, y la mayor parte de la deuda había sido cubierta en gran medida por el significativo aumento de 2,5 veces en los activos de bonos municipales de la ciudad.
Al mismo tiempo, utilizó el dinero ahorrado para ampliar los programas de bienestar social, como ofrecer un ingreso básico universal para los jóvenes, uniformes escolares gratuitos y atención postnatal gratuita. Estos programas se convirtieron más tarde en la base del principio político clave de Lee de un ingreso básico universal para todos.
Además, es conocido por su decisión de prohibir la carne de perro y cerrar las instalaciones de sacrificio de perros en el mercado de Moran. Las instalaciones de sacrificio de perros habían sido durante mucho tiempo un tema de acalorado debate, ya que las opiniones se enfrentaron sobre su moralidad, los derechos de los animales y su impacto ambiental, así como sobre la supervivencia de las granjas que crían perros para la carne, lo que hace que el tema sea un tema de larga data, problema para el gobierno de la ciudad. En 2016, Lee, que es un defensor de los derechos de los animales, siguió adelante con el cierre después de firmar un acuerdo con los dueños de las tiendas en el mercado que prohibía la exhibición y el sacrificio de perros vivos en el mercado. Al hacerlo, la ciudad también ayudó a los propietarios de tiendas de carne de perro a realizar la transición para participar en otros tipos de negocios, pero no ofreció ninguna compensación directa por su cierre.
Animado por las respuestas favorables en su circunscripción, sirvió otro mandato de cuatro años como alcalde de Seongnam hasta 2018.

### Primaria presidencial de 2017
Mientras se desempeñaba como alcalde, Lee presentó su candidatura presidencial en 2017 después de que la ex presidenta Park Geun-hye fuera acusada de acusaciones de corrupción, pero perdió las primarias contra Moon Jae-in, quien luego se conviertio en presidente.
Sin embargo, fue considerado uno de los tres candidatos potenciales más importantes en el período previo a las elecciones, Lee recibió el tercer lugar en las primarias demócratas detrás del Moon Jae-in y Ahn Hee-jung.

### Gobernador de la provincia de Gyeonggi

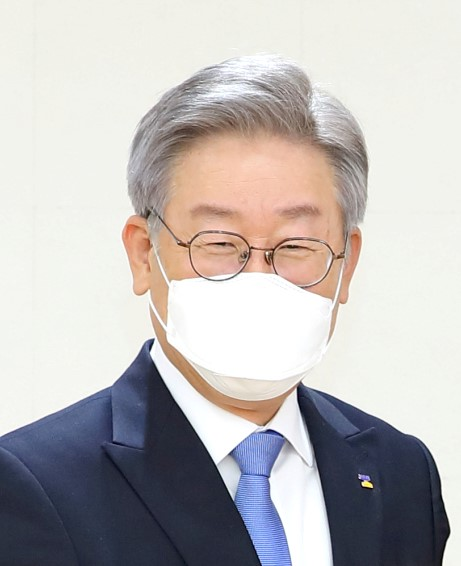
Lee con una máscarilla protectora del COVID-19 en octubre de 2020

Tras su derrota en las primarias presidenciales, Lee se postuló y fue electo para gobernador de la provincia de Gyeonggi, que abarca gran parte del área de la capital de Seúl y tiene una población de más de 13 millones de habitantes. Lee recibió buenos comentarios por su respuesta a la pandemia de COVID-19 en Corea del Sur como gobernador de Gyeonggi.

### Candidatura presidencial de 2022
Lee declaró su candidatura en las elecciones presidenciales de 2022 en julio de 2021. Se convirtió en el candidato del Partido Demócrata de Corea el 10 de octubre de 2021. Al ganar la mayoría de los votos en las primarias y llegó directamente a las elecciones presidenciales sin una segunda vuelta.

### Intento de asesinato
El 2 de enero de 2024 fue apuñalado en el cuello cuando supervisaba obras aeroportuarias en la isla de Gadeok, en el término de Busan.

## Posiciones políticas
Aboga económicamente por el liberalismo moderno, está a favor de implementar la renta básica universal y proporcionar la vivienda pública a precios más bajos.
Varios medios de comunicación y políticos lo critican porque a pesar de ser un político socioliberal de centroizquierda, está en contra del feminismo. La progresista Sim Sang-jung, que se opone al conservadurismo social, criticó a Lee Jae-myung como una clara figura antifeminista. Ahn Cheol-soo, un político liberal conservador de centroderecha, también criticó su posición y la definió como misoginia.
Se ha declarado a favor de llevar a cabo conversaciones de paz con Corea del Norte, apoyar las buenas relaciones comerciales con Estados Unidos y mantener buenas relaciones con China.